# Birgitta Ohlsson
Birgitta Ohlsson 	é uma política sueca, do Partido Popular - Os Liberais.

	
Nasceu em Linköping, na Suécia, em 1975.

Foi Ministra dos Assuntos Europeus desde 2010 até 2014.